# Hung Shek Mun
Hung Shek Mun (kinesiska: 紅石門, 红石门) är en vik i Hongkong (Kina). Den ligger i den norra delen av Hongkong. Hung Shek Mun ligger vid sjön Plover Cove Reservoir.